# Wolfgang Güldenpfennig
Wolfgang Güldenpfennig, né le 20 décembre 1951 à Magdebourg, est un rameur d'aviron est-allemand.

## Palmarès

### Jeux olympiques
- 1972 à Munich
  -  Médaille de bronze en skiff[1]
- 1976 à Montréal
  -  Médaille d'or en quatre de couple

### Championnats du monde
- 1975 à Nottingham
  -  Médaille d'or en quatre sans barreur
- 1977 à Amsterdam
  -  Médaille d'or en quatre sans barreur